# Kur (mitologia)
Kur ("obca kraina") lub ki-gal ("wielka kraina") - tak Sumerowie określali obszar kosmiczny oddzielający ziemię od podziemnego oceanu wód pierwotnych, w którym mieścił się świat zmarłych (arali).
Słowo kur w języku sumeryjskim ma dwa znaczenia:
- "góra" - szczególnie chodzi o góry Zagros. Dlatego też słowo to może odnosić się do "kraju obcego". Ponieważ obce kraje z którymi Sumer miał do czynienia leżały za górami Zagros lub w tych górach.
- "ziemia, grunt"

W Babilonii kraina ta była nazywana "ziemią bez powrotu", lub "krainą bez powrotu", czasem Arallu, Irkalla, Kuta lub ersetu ("ziemia").
Sumerowie prawdopodobnie wierzyli w to, że wejście do świata podziemnego znajduje się w górach. Chociaż były też inne wejścia, np. dla osoby zmarłej wejściem do kur był grób.
Z ziemi do świata podziemnego wchodziło się przez specjalny otwór. Następnie trzeba było z przewoźnikiem przepłynąć rzeką "pożerającą człowieka", by przejść przez siedem bram, wyznaczających siedem okręgów prawdziwego kur. W centrum był pałac z lazurytu będący siedzibą bogini Ereszkigal. Równorzędnym królem podziemi był Nergal, jej małżonek. Oprócz pary władców w siedmiu okręgach kur było siedmiu bogów (określanych jako "sędziowie Anunnaki"). Strażnikiem bramy (Ganzir) był Neti (Nedu). Także bogowie Utu i Nanna po swej codziennej wędrówce po nieboskłonie schodzą do podziemi, by tam sądzić zmarłych. Jednym z sędziów świata zmarłych został Gilgamesz.
Świat podziemny opisywany był jako nieprzyjemny, pogrążony w ciemności i pełen pyłu. Zmarli błąkają się tam spragnieni i głodni. Życie w zaświatach może być trochę bardziej znośne, gdy żyjący regularnie składają zmarłym ofiary z jedzenia i picia. W najgorszym położeniu byli ci, którzy nie uzyskali właściwego pochówku. W kur nie mieli oni nawet swego gidim (duch zmarłych). Ereszkigal wydawała na dusze wyrok śmierci, a ich imiona były zapisywane przez Gesztinanę (babilońska Belet-seri) na tabliczce. Dopiero wtedy śmierć stawała się faktem. W świecie podziemnym były też różne demony, m.in. galla.